# Sherab Mebar
| Tibetische Bezeichnung                  |
| --------------------------------------- |
| Tibetische Schrift: ཤེས་རབ་མེ་འབར་        |
| Wylie-Transliteration: shes rab me 'bar |

Sherab Mebar oder Sherab Membar  (tib.: shes rab me 'bar ; * 1267 in Kham; † 1326) war ein bedeutender Lama und  Tertön der Nyingma-Tradition des tibetischen Buddhismus.
Er wirkte im Ursprungskloster der Übertragung der „Nördlichen Schätze“ (byang gter) Dorje Drag und ist der Erbauer des Khordong-Klosters in Kham (Sichuan). Später ging er nach Bhutan.